# Süderende

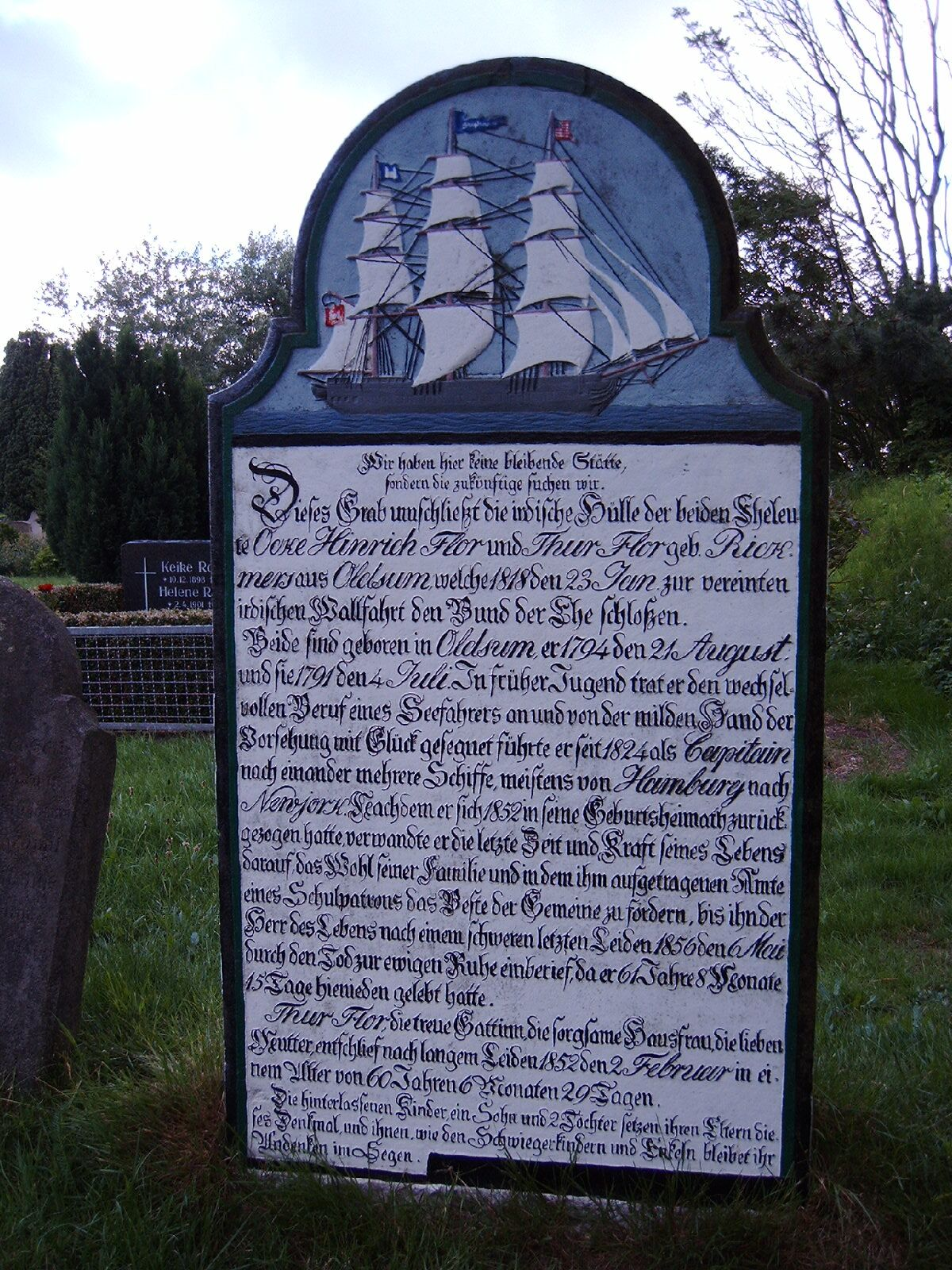
Grabstein auf dem Friedhof St. Laurentii

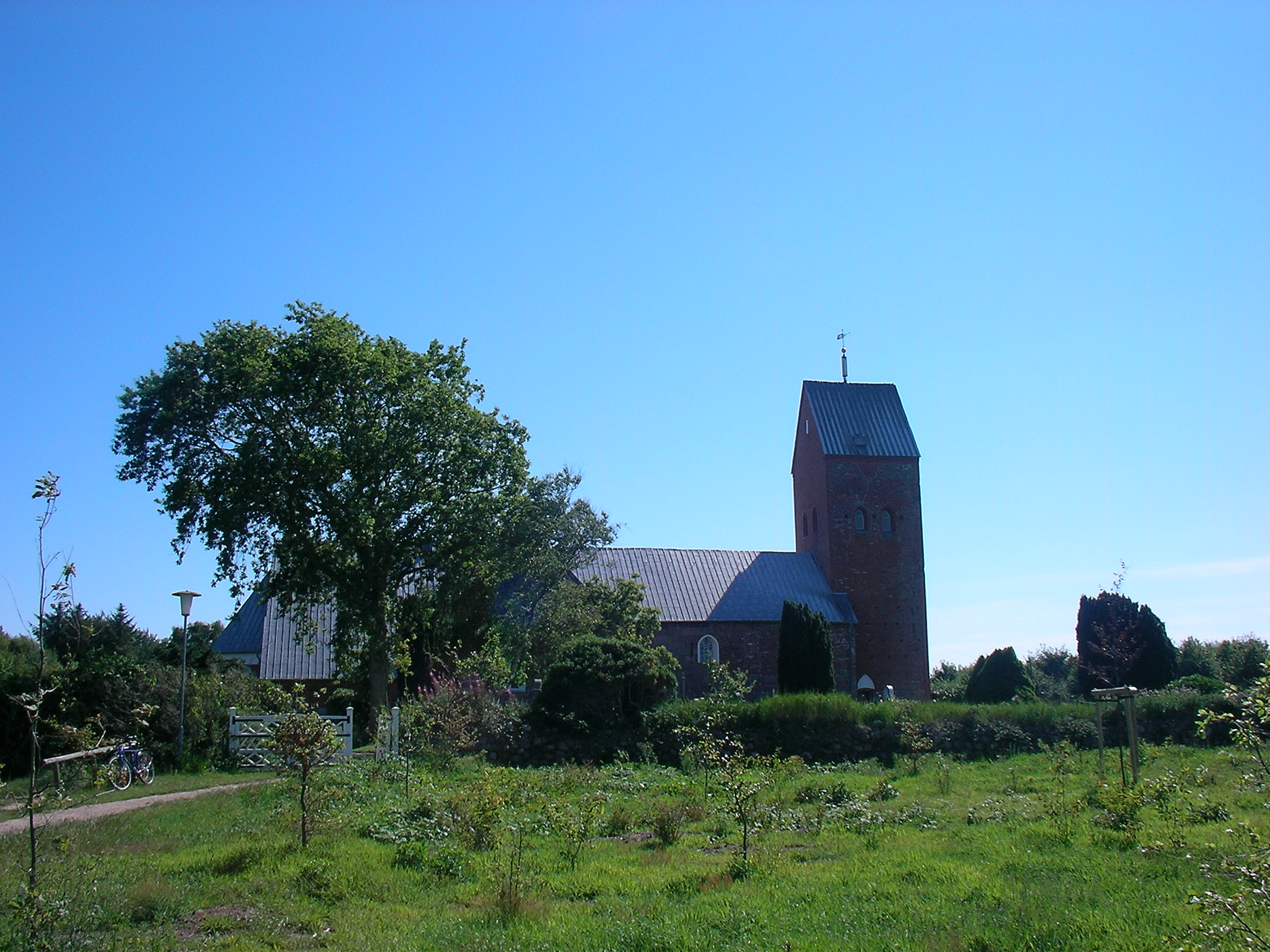
St.-Laurentii-Kirche

Süderende (friesisch: Söleraanj, dänisch: Syderende) ist eine Gemeinde auf der Insel Föhr im Kreis Nordfriesland in Schleswig-Holstein.

## Geographie

### Geographische Lage und Gemeindegliederung
Das Gebiet der Gemeinde Süderende erstreckt sich im historisch so bezeichneten Westerland der Insel Föhr. Sie liegt damit im Bereich der naturräumlichen Haupteinheit Nordfriesische Geestinseln.
Das Gemeindegebiet umfasst ausschließlich den Wohnplatz gleichen Namens, ein Kirchdorf.

### Nachbargemeinden
Angrenzende Gemeindegebiete von Süderende sind:
|                 | Oldsum                                      |         |
| Dunsum, Utersum | Kompassrose, die auf Nachbargemeinden zeigt |         |
|                 | Oldsum (Exklave)                            | Borgsum |

## Geschichte
Der Ort gehörte früher zur Gemeinde Oldsum, dessen südliches Ende er darstellte. Seit Dänemarks Verlust von Schleswig an Preußen 1864 und der nachfolgenden Gebietsreform ist Süderende eine eigenständige Gemeinde. Der südlichste, unbewohnte Gebietsteil mit einer Fläche von 122 Hektar jedoch verblieb bei der Gemeinde Oldsum und bildet seither eine Exklave. Damit grenzt die Gemeinde Süderende sowohl im Norden als auch im Süden an die Gemeinde Oldsum.

## Politik
Die Süderender Wählergemeinschaft (SWG) hielt nach der Kommunalwahl 2018 sechs Sitze in der Gemeindevertretung, einen Sitz hält ein Einzelbewerber.
Bei der Kommunalwahl 2023 erhielz die SWG 96,2 Prozent der Stimmen und somit alle sieben Sitze in der Gemeindevertretung. Die Wahlbeteiligung betrug 70,6 Prozent.

## Kultur und Sehenswürdigkeiten
Am Südrand des Dorfes steht die Kirche St. Laurentii, ein ursprünglich romanischer Feldsteinbau aus dem 12. Jahrhundert, der nach und nach erweitert wurde. Dabei wurden in späterer Zeit Backsteine verwendet, die auch das heutige Erscheinungsbild prägen. An der Decke des Kirchenschiffes wurden in den 1990er Jahren Malereien aus der Renaissance freigelegt. Auf dem weitläufigen Friedhof mit zahlreichen so genannten Sprechenden Grabsteine können unter anderem der Grabstein des Walfängers Matthias Petersen und das Grab des Malers Oluf Braren besichtigt werden.
Daneben sind verschiedene Kulturdenkmale prägend für das Ortsbild. Sie sind in der Liste der Kulturdenkmale in Süderende aufgeführt.
Die meistgesprochene Sprache unter den Einheimischen ist das Föhrer Friesisch, das im Westen Föhrs einen starken Stand als Umgangs- und Familiensprache hat. Die Gemeinde Süderende erhielt 2007 die Auszeichnung „Sprachenfreundliche Gemeinde“ der Aktion Sprachenland Nordfriesland.

## Wirtschaft und Infrastruktur

### Bildung
In Süderende befindet sich einer von zwei Standorten der Grundschule Föhr-Land, der auch den evangelischen Kindergarten „Jongensguard“ der Kirchengemeinde St. Laurentii beherbergt.

### Verkehr
Das Gemeindegebiet liegt an der sogenannten Rundföhrstraße, der schleswig-holsteinischen Landesstraße 214.

## Persönlichkeiten
- Boye Richard Petersen (1869–1943), deutscher Segelschiff-Kapitän Preussen der Hamburger F. Laeisz Reederei.[7]
- Ernst Lucht (1896–1975), deutscher Marineoffizier und Präsident des Deutschen Marinebundes, geboren in Süderende
- Roluf Lucht (1901–1945), deutscher Generalingenieur, geboren in Süderende
- Wolf Freiherr von Hornstein (1918–2008), Verleger, Herausgeber und Sternekoch, betrieb von 1968 bis 1986 ein Landhotel mit angeschlossenem Restaurant.